# Trześń (Mielec)
Pour les articles homonymes, voir Trześń.
Trześń est une localité polonaise de la gmina et du powiat de Mielec en voïvodie des Basses-Carpates.